# Переломов, Леонард Сергеевич
Леона́рд Серге́евич Перело́мов (китайское имя — кит. упр. 嵇辽拉, пиньинь Jī Liáolā; 5 декабря 1928, Владивосток — 14 сентября 2018, Москва) — советский и российский китаевед, доктор исторических наук, профессор, специалист по изучению конфуцианского наследия Китая, автор нескольких монографий и переводов китайской классики. Заслуженный деятель науки Российской Федерации, лауреат премии РАН имени академика С. Ф. Ольденбурга.

## Биография
Леонард Сергеевич Переломов родился 5 декабря 1928 года во Владивостоке в семье китайского революционера Цзи Чжи (кит. 嵇直), члена КПК с 1925 года, и преподавательницы русского языка, потомственной сибирячки Александры Павловны Переломовой. Поскольку отец Леонарда уезжал в длительные командировки, мать Леонарда развелась с ним и повторно вышла замуж.
Позже выяснится, что всё это время Цзи Чжи работал в контрразведке и был внедрён к милитаристу-гоминьдановцу Шэн Шицаю, был у него министром почты и телеграфа. В 1936—1937 годах Цзи Чжи возвратился в Москву, и маленький Леонард переехал жить к нему. В Москве Леонард закончил пятый и шестой классы. Затем с отцом они перебрались в Уфу, где будущий востоковед отучился ещё один год.
С 1943 года по 1946 год Леонард был воспитанником 4-й Московской, затем 1-й Московской артиллерийской специальной школы. Под влиянием отца у мальчика проявилась склонность к изучению Китая, его культуры, философии и истории, и в 1946 году Леонард поступил в Московский институт востоковедения. На втором курсе, при получении паспорта, выяснилось, что мать при рождении сына записала его в метрике под своей фамилией, под её же фамилией Леонарду и выдали паспорт. Так он получил фамилию Переломов, хотя до этого носил фамилию отца. В одном из своих интервью Леонард Сергеевич признался: «В институте учился я средне. К языкам у меня способности не было, но меня всегда увлекала социология и история».
Институт Переломов окончил в 1951 году, получив фундаментальную китаеведческую подготовку. С 1951 по 1972 год он — научный сотрудник Института востоковедения АН СССР, где защитил кандидатскую («Первое крестьянское восстание 209 г. до н. э.», 1954 год) и докторскую (1970 год) диссертации.
В 1955 году отец Переломова вместе с двумя старшими дочками вернулся в Китай, а Леонард с младшим братом и мамой остался в СССР.
Первым научным заданием, которое получил молодой учёный после защиты кандидатской диссертации, стала работа над т. н. «Маньчжурским архивом» — собранием документов Цинского двора, которое было вывезено русскими во время вторжения в Пекин в 1900 году. Работа над описью документов, их переводом и съёмкой на микроплёнку заняла у Переломова и команды лучших китаеведов страны полтора года. После обработки все документы были возвращены Китайской Народной Республике.
В 1957 году состоялась первая научная командировка Переломова в Китай. Там он работал в Сианьском музее и параллельно собирал материал по Цинь Шихуанди. Благодаря поддержке отца, он смог осуществить поездку по маршруту, по которому проходило восстание крестьян в 209 г. до н. э. В то время Цзи Чжи продолжал работать в Министерстве внутренних дел Китая. Накануне «культурной революции» он был репрессирован и провёл семь лет в одиночной камере. После «культурной революции» был реабилитирован, избран депутатом НПКСК. Цзи Чжи умер в 1983 году и был похоронен в мемориале выдающихся революционеров в Бабаошане.
В 1973 году, когда в Китае разворачивалась кампания «критики Линь Бяо и Конфуция», Переломова перевели из Института востоковедения в Институт Дальнего Востока АН СССР, где он и стал специализироваться на исследовании конфуцианства, его роли в политической жизни как древнего, так и современного Китая. После выступлений в печати и на радио с разъяснением ситуации в Китае Переломов стал подвергаться сильной критике китайских научных кругов как главный рупор советского ревизионизма, низкопоклонства перед Конфуцием и антикитайских настроений. Как утверждала китайская печать, «этот Конфуциев последыш из Москвы» и «антикитайский фигляр», используя свои «ядовитые» статьи, «бесстыдно превозносит последышей Конфуция», «нападает на идеи Мао Цзэдуна, вредит пролетарской демократии». Тогда в китайской прессе его впервые стали именовать «московским Конфуцием», придавая этому перифразу уничижительное значение. Как утверждает Янь Годун, выступления Леонарда несомненно «подтверждали» правомерность репрессий, направленных против его отца, и усугубляли положение последнего.
С началом политики реформ и открытости в Китае изменилось отношение как к самому конфуцианству, так и к его исследователям. Леонард Переломов, которого теперь уже с почтительностью научная печать называла «московским Конфуцием», стал участником многочисленных российско-китайских симпозиумов; перевод «Четверокнижия» на русский язык, выполненный под его общей редакцией и с его вступительной статьёй, был выбран в качестве государственного подарка России Китаю, который В. В. Путин вручил Председателю КНР Ху Цзиньтао в октябре 2004 года во время официального визита в КНР.
С 2010 года Переломов являлся главным научным сотрудником Центра сравнительного изучения цивилизаций Восточной Азии ИДВ РАН.
Умер 14 сентября 2018 года. Похоронен на Востряковском кладбище.

## Вклад в науку
На протяжении всей научной карьеры Леонард Переломов совмещал научно-исследовательскую работу с работой переводчика и комментатора древнекитайских текстов, при этом с течением времени центр его научных интересов всё больше смещался от изучения древнекитайских обществ в сторону переводов канонического «Четверокнижия» и изучения влияния конфуцианства на современный политический курс КНР. При этом интерес к конфуцианству оставался неизменным на протяжении всей научной карьеры Переломова. Именно глубокое понимание конфуцианства и его влияния на современную жизнь Китая принесло учёному всемирную известность.
Рецензент труда В. Н. Никифорова „Восток и всемирная история“.

### Древнекитайское общество, конфуцианство и легизм
Первая монография Леонарда Сергеевича, в основе которой лежала его кандидатская диссертация, носила название «Империя Цинь — первое централизованное государство в истории Китая (221—202 гг. до. н. э.)» (1962). В книге на основании первоисточников была проанализирована государственная структура, внутренняя и внешняя политика империи в период правления Цинь Шихуанди.
После завершения монографии Л. С. Переломов обратился к проблемам, которые, будучи тесно связанными с прежней темой, выводили исследователя на более широкие теоретические рубежи. Фокус своего научного поиска он сосредоточил на доктрине древнекитайской «школы закона» (фацзя), или школы легистов, — философского и общественно-политического течения, учение которого составило фундамент идеологической доктрины империи Цинь. Результатом этой работы явилось осуществлённое в 1968 году издание перевода и исследования важнейшего памятника легистской мысли — «Книги правителя области Шан» (1968). В 1977 году книга была переведена в Югославии, с учётом пожеланий югославского издательства сделать изложение более доступным для широкого читателя. На русском языке книга переиздавалась дважды: второе дополненное издание — 1993 год, третье издание — 2007 год.
Рецензии. Советский востоковед В. А. Рубин среди достижений первой монографии Переломова отмечал обстоятельную характеристику государственного аппарата циньской империи, однако поставил под сомнение некоторые выводы автора книги, которые касались внутренней и внешней политики империи, а также «антиконфуцианских» мероприятий Цинь Шихуанди. В своей рецензии на вторую книгу В. А. Рубин отмечал: «Можно только подивиться добросовестности, трудолюбию, вниманию к достижениям других учёных, с которым выполнена Л. С. Переломовым эта работа».
Американский синолог Дерк Боддэ признал, что выборочное сравнение отдельных мест в переводе Переломова и переводе Дайвендака, выполненном на английский язык сорока годами ранее, показывает, что оба перевода выполнены высококачественно и сходятся в большей части. «Отличия, порой существенные, — указывал рецензент, — проявляются тогда, когда Переломов указывает на техническое значение термина социологии или экономики, которое было упущено Дайвендаком». Кроме того, по мнению Боддэ, российского учёного интересовала не столько личность самого Шан Яна, сколько общая социально-экономическая ситуация того времени, о которой он делает довольно смелые выводы, опираясь порой на слабые и малоубедительные свидетельства. В итоге американский синолог пришёл к выводу, что книга Переломова во много дополняет перевод Дайвендака, а не просто дублирует его. Учёный резюмировал: «Изучающим китайский легизм по возможности следует ознакомиться с обоими переводами». Сам Боддэ признался, что ознакомился с книгой Переломова при помощи своей жены.

### Конфуцианство и легизм
Затронутая проблема взаимоотношений легизма с его основным политическим конкурентом — конфуцианством, главной идейной опорой китайской империи в послециньскую эпоху — получила развитие в следующем научном проекте Л. С. Переломова — «Конфуцианство и легизм в политической истории Китая» (1981). В этой работе автор показал сложный и противоречивый процесс взаимодействия двух ведущих политических доктрин Китая на переломных этапах истории страны, когда наиболее ярко проявляли себя то их антагонизм, то вынужденный синтез. В этой книге впервые в советской историографии подробно анализировалась роль конфуцианства и легизма в политической истории Китая не только на правительственном, но и на массовом, народном уровне.
Леонард Сергеевич впервые подробно осветил механизм функционирования исторического сознания в Китае, превращения истории страны в устойчивый элемент политической традиции, источник методов решения текущих задач правящей элитой. Если в первой части книги автор исследует проблемы зарождения и формирования самого содержания института «политика-история», то во второй — показывает детали и закономерности его действия в годы «культурной революции» (1966—1976 гг.), когда мобилизующая роль знаковых для культурного сознания образов проявилась наиболее рельефно.
Реакция. Книга «Конфуцианство и легизм в политической истории Китая» привлекла широкое внимание советских востоковедов и получила сугубо положительные оценки. Подробный разбор основных положений книги, предпринятый такими известными китаеведами, как А. С. Мартынов и Л. П. Делюсин, был опубликован в журнале «Народы Азии и Африки». Книга также была одобрительно принята в зарубежной научной печати. Американский синолог Дерк Боддэ в своей рецензии упрекнул автора книги в недостаточном использовании западных работ, а также отсутствии иероглифики в самом тексте, несмотря на привлечение широкой источниковой базы. Вместе с тем учёный пришёл к выводу, что работа Переломова, написанная не только для специалистов, но и для широкой аудитории, являет собой хороший пример haute vulgarisation.

### Конфуций и конфуцианские каноны
В 1992—1993 гг. при финансовой помощи Фонда международного научного обмена Цзян Цзинго Переломов выпустил переиздание «Книги правителя области Шан», а также две новые работы — «Слово Конфуция» (1992) и «Конфуций: жизнь, учение, судьба» (1993). В «Слове Конфуция» учёный на основании изучения первоисточников представил популярное изложение биографии и учения Конфуция, рассчитанное на массового читателя.
В 1998 году Переломов опубликовал работу «Конфуций. Лунь Юй. Исследование; перевод с древнекитайского, комментарии. Факсимильный текст Лунь юя с комментариями Чжу Си». Эта работа стала третьим в русской синологии переводом «Лунь юя» (первый был осуществлён П. С. Поповым в 1910 году, второй — Л. И. Головачёвой в 1992 г.). Президиума РАН присудил учёному премию им. академика С. Ф. Ольденбурга. Второе издание данной монографии в 2000 году опубликовано в связи с просьбой официальных представителей КНР внести в «Заключение» некоторые изменения.
Логическим продолжением работы над переводом «Лунь юя» стал проект первого перевода на русский язык всего «Четверокнижия», который был выполнен коллективом китаеведов под редакцией Переломова (2004 год). Перу Леонарда Сергеевича в частности принадлежали вступительная статья «Четверокнижие — ключ к постижению конфуцианства», уточнённый перевод «Лунь юя», заключение («Сы шу в России» (на кит. яз.)). Данная работа была выбрана в качестве государственного подарка России Китаю, который В. В. Путин вручил Председателю КНР Ху Цзиньтао в октябре 2004 года во время официального визита в КНР.
В 2007 году факультетом мировой политики МГУ и Институтом Проблем Международной Безопасности РАН в качестве учебного пособия для студентов и аспирантов была издана книга «Конфуцианство и современный стратегический курс КНР». В ней Переломов разъяснял массовому читателю, что под официально провозглашённым курсом «построения социализма с китайской спецификой» происходит, на взгляд автора, «строительство конфуцианского рыночного социализма». В книге вскрывалась причина и анализировался весь ход кардинальной смены государственного курса — от анти- к проконфуцианскому — как эффективного традиционного духовного фактора, способного вывести Китай в XXI веке в разряд могущественных цивилизованных государств мира.
В 2009 году свет увидела книга «Конфуций и конфуцианство с древности по настоящее время (V в. до н. э. — XXI в.)». В русле предыдущих работ в ней исследуется конфуцианство в качестве основы китайской цивилизации, подробно анализируется воздействие конфуцианства на формирование духовных ценностей народа и его политической культуры на протяжении всей истории Китая с древности до нашего времени. Помимо аналитического материала в книгу включён «Лунь юй» в переводе Переломова, с его комментариями и пояснениями.
Реакция и критика. Сразу после выхода в свет перевод Лунь юя, а также биография Конфуция получили высокую оценку как со стороны российских, так и зарубежных специалистов, таких как А. С. Мартынов, А. Е. Лукьянов, А. Юркевич, В. В. Малявин и Ральф Моритц, Буров.
Работы Переломова подверглись обстоятельной критике практически спустя 20 лет после выхода в свет. Подробному разбору его труды подверг другой известный российский китаевед, глава Отдела Китая ИВ РАН А. И. Кобзев. В двух обширных статьях Кобзев в достаточно резкой форме подверг детальной критике отдельные места перевода Лунь юя, а также некоторые утверждения о биографии Конфуция, поставив под сомнения как познания Переломова в области конфуцианства и древнекитайского языка, так и его общую эрудицию. Примерно в то же время разгромной критике подвёргся 2-м том десятитомной «Истории Китая», выпущенной под редакцией Переломова, который являл собой по сути перепечатку работ Переломова и его коллег более чем полувековой давности.

## Список основных работ
- Образование империи Цинь и её крах в результате крестьянского восстания (221—207 гг. до н. э.). Автореф.дисс. … к. и. н. М., 1954.
- Империя Цинь — первое централизованное государство в Китае (221—202 до н. э.). — М.: ИВЛ., 1962. — 244 с.
- Книга правителя области Шан. / Пер. и комм. — М.: Наука. 1968. — 351 с.
- Легизм и проблема становления первого централизованного государства в Китае (V—III вв. до н. э.). Т. 1—2. Докт. дисс. М., ИВ. 1970.
- Конфуцианство и легизм в политической истории Китая (6 в. до н. э.- 80-е годы XX века). — М.: Наука, 1981. — 332 с.
- Слово Конфуция. — М.: 1992.
- Конфуций: жизнь, учение, судьба. — М.: Наука-Вост.лит., 1993. — 439 с.
- Конфуций: «Лунь юй». — М.: Вост.лит., 1998. — 590 с. 2550 экз.
  - 2-е изд., стереот. М., ВЛ. 2000. 592 с. 1500 экз.
- Конфуцианство и современный стратегический курс КНР. — М.: Изд-во ЛКИ, 2007. — 250 с.
- Конфуций и конфуцианство с древности по настоящее время (V в. до н. э. — XXI в.). — М.:, 2009.

## Комментарии
1. ↑  Во время Сианьского инцидента часть гоминьдановцев намеревалась покончить с Чан Кайши, арестовав его и переправив в Синьцзян, к Шэн Шицаю. Цзи Чжи перехватил телеграмму гоминьдановцев, оповещающую о необходимой подготовке к аресту, поэтому никакие меры приняты не были. В это время в Сиань приехал Чжоу Эньлай, который поспособствовал улаживанию конфликта и созданию между коммунистами и гоминьдановцами единого фронта в антияпонской войне. Когда Шэн Шицай узнал о роли Цзи Чжи в этом инциденте, он приказал схватить его и расстрелять.
2. ↑  При поступлении в аспирантуру молодому учёному предложили взять тему по древней истории Китая, поскольку в то время вышел учебник истории Древнего Востока В. И. Авдиева, лауреата Сталинской премии, в котором раздел о Китае просто отсутствовал, и Институту востоковедения, дабы восполнить этот пробел, требовался человек соответствующей научной специальности.